# まんがタイムコレクション
『まんがタイムコレクション』は、芳文社発行の4コマ誌（4コマ漫画専門雑誌）。2004年以降は『まんがタイム』増刊号扱い。かつては毎月月末ごろに発売されていたが、現在は不定期に20日ごろに発売されている（但し、地域によっては発売日が異なることがある）。B5判、中綴じ。
本項では、系統の似ている『まんがタイムミニ』及び『まんがタイムセレクション』や、雑誌名の付かないその他の増刊についても述べる。

## まんがタイムコレクション
内容はまんがタイムグループの各雑誌の中から毎月1名の作家の漫画作品を中心に掲載している。他に3 - 8名程度の作家の作品も併録されるのが基本であるが、通常、表紙にイラストは掲載されない。月替わりだが、同じ作家の特集号が年に何度も組まれることもある。過去の作品の再掲載になるが、「コレクション」で初掲載となる描き下ろし作品も含まれているときがある。単行本化されていないような初期の作品が収録されることもあり、また、各雑誌の表紙を務めている作家の場合、表紙のコレクションがコメントとともに収録されていることもある。2011年からは他作家達による、特集作品に関する企画漫画（描き下ろし、あるいはまんがタイムグループ各誌に初出した企画の再録）も掲載されることがある。末期（2013～2017年）は、ひらのあゆ、むんこ両名のみの刊行となり、2018年以降は刊行されていない。この件に関して、むんこは「まんがタイムジャンボ」「まんがタイムファミリー」休刊による影響とブログ上で説明している。ひらのあゆも、今後の刊行の見通しが厳しいことを自身のツイッターで示唆している。

### 1995年
この頃はタイムとコレクションのロゴの間に○囲いで作家名が表示されていた。また、平綴じであった。
- 11月：こだま学 （まんがタイムファミリー 12月号増刊） - 平綴じ

### 1998年
タイムとコレクションのロゴの間に○囲いで作家名が表示されていた。また、平綴じであった。
- 9月：小池田マヤ （まんがタイムファミリー 10月号増刊） - 平綴じ

### 1999年
タイムとコレクションのロゴの間に○囲いで作家名が表示されていた。また、平綴じであった。
- 9月：小池田マヤ （まんがタイムファミリー 10月号増刊） - 平綴じ

### 2000年
この頃からロゴは「まんがタイムコレクション」のみの表記となり、作家名は別に表示されるようになった。また、中綴じとなった。
- 8月：新田朋子 （まんがタイムファミリー 9月号増刊）

### 2001年
ロゴは「まんがタイムコレクション」のみの表記で、作家名は別に表示。3月号増刊及び2002年2月号増刊は代表作家の特集号ではなかった。
- 1月：新田朋子 （まんがタイムファミリー 2月号増刊）
- 2月：（まんがタイムファミリー 3月号増刊）
- 3月：千葉なおこ （まんがタイムファミリー 4月号増刊）
- 5月：新田朋子 （まんがタイムファミリー 6月号増刊）
- 8月：丹沢恵 Special （まんがタイムファミリー 10月号増刊）
- 9月：新田朋子 （まんがタイムファミリー 11月号増刊）
- 10月：胡桃ちの （まんがタイムファミリー 12月号増刊）
- 12月：（まんがタイムファミリー 2月号増刊）

### 2002年
ロゴは「まんがタイムコレクション」のみの表記で、作家名は別に表示。
- 1月：ひらのあゆ （まんがタイムファミリー 3月号増刊）
- 2月：新田朋子 （まんがタイムファミリー 4月号増刊）
- 3月：荻野眞弓 （まんがタイムファミリー 5月号増刊）
- 4月：岡田がる （まんがタイムファミリー 6月号増刊）
- 5月：大乃元初奈 （まんがタイムファミリー 7月号増刊）
- 6月：千葉なおこ特集 （まんがタイムファミリー 8月号増刊）
- 7月：丹沢恵 Summer Special （まんがタイムファミリー 9月号増刊）
- 8月：ひらのあゆ （まんがタイムファミリー 10月号増刊）
- 9月：大乃元初奈 （まんがタイムファミリー 11月号増刊）
- 10月：胡桃ちの特集 （まんがタイムファミリー 12月号増刊）
- 12月：丹沢恵スペシャル （まんがタイムファミリー 2月号増刊）

### 2003年
ロゴは「まんがタイムコレクション」のみの表記で、作家名は別に表示。なお、10・12月号増刊のおーはしるいコレクションは、後述の「まんがタイムセレクション」を引き継いで特集名が銘打たれ、6人の作家名が表紙に挙げられていた。
- 1月：ひらのあゆ特集 （まんがタイムファミリー 3月号増刊）- 「島の人」掲載開始（まんがタイムダッシュより移籍、-2011年11月）
- 2月：おおた綾乃 （まんがタイムファミリー 4月号増刊）
- 3月：大乃元初奈 （まんがタイムファミリー 5月号増刊）
- 4月：岡田がる （まんがタイムファミリー 6月号増刊）
- 5月：ひらのあゆ （まんがタイムファミリー 7月号増刊）
- 6月：大乃元初奈 （まんがタイムファミリー 8月号増刊）
- 7月：丹沢恵スペシャル （まんがタイムファミリー 9月号増刊）
- 8月：おーはしるい ガールズ4コマ特集!! （まんがタイムファミリー 10月号増刊）
- 9月：特集ひらのあゆ （まんがタイムファミリー 11月号増刊）
- 10月：おーはしるい ガールズ4コマ特集!! （まんがタイムファミリー 12月号増刊）
- 11月：胡桃ちの特集 （まんがタイムファミリー 1月号増刊）
- 12月：丹沢恵スペシャル （まんがタイムファミリー 2月号増刊）

### 2004年
ロゴは「まんがタイムコレクション」のみの表記で、作家名は別に表示。なお、5月号増刊のおーはしるいコレクションは、後述の「まんがタイムセレクション」を引き継いで特集名が銘打たれ、6人の作家名が表紙に挙げられていた。また、代表作家以外のイラストは表紙に掲載されないのが普通であるが、2005年2月号増刊のおーはしるいコレクションは師走冬子の名前とともにイラストも表示され、「ウキウキ3本立て♥」と銘打たれていた。
- 1月：ひらのあゆ特集!! （まんがタイムファミリー 3月号増刊）
- 2月：大乃元初奈 （まんがタイムファミリー 4月号増刊）
- 3月：おーはしるい 「ガールズ4コマ特集!!」 （まんがタイムファミリー 5月号増刊）
- 4月：丹沢恵スペシャル （まんがタイム 6月号増刊）
- 5月：ひらのあゆ特集!! （まんがタイム 7月号増刊）
- 6月：大乃元初奈 （まんがタイム 8月号増刊）
- 7月：おーはしるい特集 （まんがタイム 9月号増刊）
- 8月：丹沢恵 （まんがタイム 10月号増刊）
- 9月：胡桃ちの特集 （まんがタイム 11月号増刊）
- 10月：大乃元初奈 （まんがタイム 12月号増刊）
- 11月：ひらのあゆ特集 （まんがタイム 1月号増刊）
- 12月：おーはしるい （まんがタイム 2月号増刊）

### 2005年
ロゴは「まんがタイムコレクション」のみの表記で、作家名は別に表示。なお、代表作家以外のイラストは表紙に掲載されないのが普通であるが、7月号増刊のおーはしるいコレクションは師走冬子の名前とともにイラストも表示され、「ウキウキ2本立て」と銘打たれていた。
- 2月：胡桃ちの特集!! （まんがタイム 4月号増刊）
- 3月：大乃元初奈 （まんがタイム 5月号増刊）
- 4月：ひらのあゆ特集!! （まんがタイム 6月号増刊）
- 5月：おーはしるい（まんがタイム 7月号増刊）
- 6月：丹沢恵特集 （まんがタイム 8月号増刊）
- 7月：大乃元初奈 （まんがタイム 9月号増刊）
- 8月：むんこ特集!! （まんがタイム 10月号増刊）
- 9月：なし
- 10月：ひらのあゆ特集 （まんがタイム 12月号増刊）
- 11月：おーはしるい （まんがタイム 1月号増刊）
- 12月：なし

### 2006年
この年よりタイムとコレクションのロゴの間に同じ書体で作家名が表示されるようになった。10月号増刊のおーはしるいコレクションなどは作家名の表記がかなり大きく、コレクションの文字がロゴからほとんど分離してしまっていた。なお、大乃元初奈コレクションおよび他の作家でも「編集」などの言葉がつく場合、ロゴは従来通り「まんがタイムコレクション」のみの表記で、作家名は別に表示している。ただし、3月号増刊のむんこコレクションのみは「特別編集」という言葉もロゴに含んでいた。
- 1月：特別編集むんこ （まんがタイム 3月号増刊）
- 2月：おーはしるい特集 （まんがタイム 4月号増刊）
- 3月：ひらのあゆ （まんがタイム 5月号増刊）
- 4月：大乃元初奈 （まんがタイム 6月号増刊）
- 5月：むんこ （まんがタイム 7月号増刊）
- 6月：ふじのはるか （まんがタイム 8月号増刊）
- 7月：ひらのあゆ特集!! （まんがタイム 9月号増刊）
- 8月：おーはしるい （まんがタイム 10月号増刊）
- 9月：むんこ （まんがタイム 11月号増刊）
- 10月：たかの宗美 （まんがタイム 12月号増刊）
- 11月：ひらのあゆ （まんがタイム 1月号増刊）
- 12月：大乃元初奈 （まんがタイム 2月号増刊）

### 2007年
前年に引き続きタイムとコレクションのロゴの間に同じ書体で作家名が表示されている。ただし「ひらのあゆ特集」は、わざとロゴにかぶるようにはなっているものの、従来通り「まんがタイムコレクション」のみの表記となっている。
- 1月：おーはしるい （まんがタイム 3月号増刊）
- 2月：むんこ （まんがタイム 4月号増刊）
- 3月：ひらのあゆ特集 （まんがタイム 5月号増刊）
- 4月：なし
- 5月：藤凪かおる （まんがタイム 7月号増刊）
- 6月：おーはしるい （まんがタイム 8月号増刊）
- 7月：師走冬子 （まんがタイム 9月号増刊）
- 8月：むんこ （まんがタイム 10月号増刊）
- 9月：ひらのあゆ特集 （まんがタイム 11月号増刊）
- 10月：なし
- 11月：たかの宗美 （まんがタイム 1月号増刊）
- 12月：なし

### 2008年
前年に引き続きタイムとコレクションのロゴの間に作家名が表示されているが、作家名や「コレクション」の書体にバリエーションがみられる。
- 1月：おーはしるい （まんがタイム 3月号増刊）
- 2月：芳原のぞみ （まんがタイム 4月号増刊）
- 3月：ひらのあゆ （まんがタイム 5月号増刊）
- 4月：なし
- 5月：むんこ （まんがタイム 7月号増刊）
- 6月：なし
- 7月：おーはしるい （まんがタイム 9月号増刊）
- 8月：なし
- 9月：むんこ （まんがタイム 11月号増刊）
- 10月：たかの宗美 （まんがタイム 12月号増刊）
- 11月：ひらのあゆ （まんがタイム 1月号増刊）
- 12月：なし

### 2009年
概ね前年と同様であるが、7月の「おーはしるい特集」のみ、ロゴは「まんがタイムコレクション」のみの表記で作家名は別に表示。
- 1月：おーはしるい （まんがタイム 3月号増刊）
- 2月：ひらのあゆ （まんがタイム 4月号増刊）
- 3月：なし
- 4月：むんこ （まんがタイム 6月号増刊）
- 5月：ひらのあゆ （まんがタイム 7月号増刊）
- 6月：なし
- 7月：おーはしるい特集 （まんがタイム 9月号増刊）
- 8月：なし
- 9月：なし
- 10月：むんこ （まんがタイム 12月号増刊）
- 11月：ひらのあゆ （まんがタイム 1月号増刊）
- 12月：なし

### 2010年
引き続き、タイムとコレクションのロゴの間に作家名が表示。書体が固定された（作家毎に作家名の書体は異なるが、違う号でも同じ作家のもののロゴは同一）。
- 1月：おーはしるい （まんがタイム 3月号増刊）
- 4月：むんこ （まんがタイム 6月号増刊）
- 5月：ひらのあゆ （まんがタイム 7月号増刊）
- 7月：おーはしるい （まんがタイム 9月号増刊）
- 10月：むんこ （まんがタイム 12月号増刊）
- 11月：ひらのあゆ （まんがタイム 1月号増刊）

### 2011年
ロゴは前年と同様（「コレクション」の大きさに変化のあることがある）
- 1月：おーはしるい （まんがタイム 3月号増刊）
- 4月：むんこ （まんがタイム 6月号増刊）
- 5月：ひらのあゆ （まんがタイム 7月号増刊）
- 7月：宮原るり （まんがタイム 9月号増刊）
- 10月：むんこ （まんがタイム 12月号増刊）
- 11月：ひらのあゆ （まんがタイム 1月号増刊）

### 2012年
ロゴは前年と同様
- 4月：むんこ （まんがタイム 6月号増刊）
- 5月：ひらのあゆ （まんがタイム 7月号増刊）
- 8月：宮原るり （まんがタイム 10月号増刊）
- 10月：むんこ （まんがタイム 12月号増刊）
- 11月：ひらのあゆ （まんがタイム 1月号増刊）

### 2013年
ロゴは前年と同様
- 4月：ひらのあゆ （まんがタイム 6月号増刊）
- 5月：むんこ （まんがタイム 7月号増刊）
- 11月：ひらのあゆ （まんがタイム 1月号増刊）

### 2014年
- 4月：むんこ （まんがタイム 6月号増刊）
- 5月：ひらのあゆ （まんがタイム 7月号増刊）
- 10月：むんこ （まんがタイム 12月号増刊）
- 11月：ひらのあゆ （まんがタイム 1月号増刊）

### 2015年
- 4月：むんこ （まんがタイム 6月号増刊）
- 6月：ひらのあゆ（まんがタイム 8月号増刊）
- 10月：むんこ （まんがタイム 12月号増刊）
- 12月：ひらのあゆ（まんがタイム 2月号増刊）

### 2016年
- 4月：むんこ （まんがタイム 6月号増刊）
- 5月：ひらのあゆ （まんがタイム 7月号増刊）
- 10月：むんこ （まんがタイム 12月号増刊）

### 2017年
- 4月：むんこ （まんがタイム 6月号増刊）
- 10月：むんこ （まんがタイム 12月号増刊）
- 12月：ひらのあゆ（まんがタイム 2月号増刊）

## まんがタイムミニ
いわゆるコンビニコミックの一つであり、「まんがタイム MY PAL COMICS（マイパルコミックス）」として発売された。B6判、平綴じ。
「まんがタイムコレクション」の小型版と言える単行本で、同じように特定の作家を代表として構成し、他に2 - 4人の作家の作品を収録していた。必ず特集名が付いており、後の「まんがタイムセレクション」への布石と見ることもできる。背表紙には特集名しか書いていなかったが、VOL.4以降は作家名も表記されるようになった。
結局のところ売り上げは芳しくなかったようで、VOL.5を最後に発売されなくなった。しかし、実話系4コマはこれ以降も同じ形式で発売が続けられており、また、まんがタイムシリーズとしても2004年より似たような形式の「○○○だよ! まんがタイム」が登場している。ちなみに、「まんがタイム MY PAL COMICS」のブランドとしては『おとぼけ課長』や『すっから母さん』、『コボちゃん』などの植田まさし単独作品でも発売が継続している。

### ミニ2002年
- 3月：「まんがタイムミニ」 VOL.1 ひらのあゆ 「あたしのかわいいお医者さん」号 岸香里・水城まさひと・大沢たけし（表紙に名前なし）
- 4月：「まんがタイムミニ」 VOL.2 佐藤ゆうこ 「たけちゃん大好き」号 唯洋一郎・あらい太朗（表紙に名前なし）
- 5月：「まんがタイムミニ」 VOL.3 おおた綾乃 「デキル! 派遣OL」号 ひらのあゆ・ふじのはるか
- 6月：「まんがタイムミニ」 VOL.4 小坂俊史 「きままなフリーター」号 重野なおき・高原けんじ
- 7月：「まんがタイムミニ」 VOL.5 大乃元初奈 「働くスーパーお姉さん」号 山田まりお・ふじのはるか

### ミニ2004年
- 12月：「お正月だよ! まんがタイム」 植田まさし おとぼけ課長と愉快な仲間たち

### ミニ2005年
- 7月：「夏祭りだよ! まんがタイム」 植田まさし おとぼけ課長と爆笑ダンサーズ
- 10月：「大収穫だよ! まんがタイム」 植田まさし おとぼけ課長と味な仲間たち
- 12月：「雪祭りだよ! まんがタイム」 植田まさし おとぼけ課長とホットな仲間たち

### ミニ2006年
- 6月：「夏休みだよ! まんがタイム」 植田まさし おとぼけ課長といなせな仲間たち
- 11月：「冬休みだよ! まんがタイム」 植田まさし おとぼけ課長と爆笑プレゼンターズ

### ミニ2007年
- 3月：「新学期だよ! まんがタイム」 植田まさし おとぼけ課長とピカピカの仲間たち
- 7月：「暑中見舞いだよ! まんがタイム」 植田まさし おとぼけ課長と爆笑スイマーズ

### ミニ2008年
- 1月：「まんがタイムBEST選集!!」 おとぼけ課長と春告げ隊 植田まさし 他 (通常の、植田まさし始め9人の作家の数話ずつの再録に加えて、現在（無印）まんがタイム以外の非きらら系6誌の表紙を務める各作家の代表作を1話ずつ掲載)
- 8月：「まんがタイムガールズコレクション 美人OL大解剖SP」 宮原るり・東屋めめ・佐藤両々 他
- 10月：「まんがタイム特別編集 本当に泣ける感動コミック!!」 むんこ・おーはしるい・水城まさひと・ふじのはるか・芳原のぞみ・仙石寛子・みつはしちかこ・ねむようこ・岸香里・ナントカ・本山理咲
- 12月：「まんがタイム特別編集 大晦日だよ!紅白4コマ合戦」 総合司会おとぼけ課長 植田まさし・ひらのあゆ・むんこ 他

## まんがタイムセレクション
『まんがタイムスペシャル』増刊号として発売されていた。B5判、中綴じ。
『まんがタイムコレクション』と基本的には似ているが、何らかの特集名が必ず付いており、必ずしも代表作家のみを前面に押し出しているわけではない。特に顕著なのが8月号増刊で、代表作家である後野まつりの名前と作品名の文字は小さく、併録のいずみ、荒井チェリーの名前と作品名もイラストと共に比較的大きく扱われていた。
その後、同じく増刊雑誌であった『まんがタイムナチュラル』や『まんがタイムポップ』と同じく、2003年下旬から突然刊行されなくなってしまった。なお、同時期に発売されていた『まんがタイムきらら』は2003年末に、『まんがタイムきららキャラット』は2005年末に無事独立創刊している。

### セレクション2003年
- 1月：ふじのはるか 「ガールズ4コマ特集!!」 （まんがタイムスペシャル 2月号増刊）
- 2月：おーはしるい 「ガールズ4コマ特集!!」 （まんがタイムスペシャル 3月号増刊）
- 3月：師走冬子 「xxxx特集」 （まんがタイムスペシャル 4月号増刊）
- 4月：重野なおき 「ウエートレス・カフェ4コマ特集!!」 （まんがタイムスペシャル 5月号増刊）
- 5月：小本田絵舞 「xxxx特集」 （まんがタイムスペシャル 6月号増刊）
- 6月：和田真由美 「xxxx特集」 （まんがタイムスペシャル 7月号増刊）
- 7月：後野まつり 「可愛い系 NEW・ウェーブ4コマ特集号!」 いずみ・荒井チェリー （まんがタイムスペシャル 8月号増刊）
- 8月：山野りんりん 「ハッピーライフ特集!」 （まんがタイムスペシャル 9月号増刊）

## その他の増刊
ここでは、雑誌名のつけられていないその他の増刊について述べる。B5判、中綴じ。
基本的には作品名が雑誌のロゴ及び背表紙に載っており、まれに「ナオミだもんセレクション」のように、「作品名+α」となることもある。また、同作家の作品が併録されることが多い。他に3～5名の作家の作品も併録されるのが基本であるが、まれにされないこともある。近年は「まんがタイムコレクション」があるため、あまりこのような増刊は発売されていない。
これ以外に、「まんがタイムジャンボ」や「まんがタイムキッチュ!」、「まんがタイムナチュラル（まんがタイムオプショナル）」、「まんがタイムDash!!」、「まんがタイムポップ（まんがタイムポップセレクション）」、「まんがタイムきらら」、「まんがタイムきららキャラット」「まんがタイムきららMAX」など独自の雑誌名の付いた増刊がかつて存在した。
2013年6月にはテレビアニメ化された『恋愛ラボ』（まんがタイムスペシャル連載）を特集する「公式ガイドブック」がB5判・平綴じで発行されている。

### その他1983年
- 7月：スペシャル増刊 （まんがタイム 8月号増刊） - まんがタイムファミリーの前身。

### その他1991年
- 9月：ナオミだもん こだま学・傑作選 （まんがタイムオリジナル 10月号増刊）

### その他1992年
- 3月：ナオミだもん こだま学ベストヒット集 （まんがタイムオリジナル 4月号増刊）
- 7月：ナオミだもん こだま学 Best Hit 総集編 （まんがタイムオリジナル 8月号増刊）
- 12月：ナオミだもん こだま学総集編 （まんがホーム 1月号増刊）

### その他1993年
- 2月：ナオミだもん こだま学 BEST HITS 総集編 （まんがタイムオリジナル 3月号増刊）
- 6月：ナオミだもん こだま学 BEST HITS 総集編 （まんがタイム 7月号増刊）
- 11月：ナオミだもん こだま学スーパーセレクション総集編 （まんがタイム 12月号増刊）

### その他1994年
- 6月：ナオミだもん こだま学 SUPER SELECTION 総集編 （まんがタイム 7月号増刊）
- 10月：ナオミだもん こだま学♡傑作選 （まんがタイム 11月号増刊） - 平綴じ

### その他1995年
- 6月：ナオミだもん こだま学♡傑作選 （まんがタイム 7月号増刊）
- 10月：ナオミだもん こだま学♡総集編 （まんがタイム 11月号増刊）

### その他1996年
- 3月：ナオミだもん こだま学総集編 （まんがタイム 4月号増刊）
- 10月：ナオミだもん こだま学総集編 （まんがタイムオリジナル 11月号増刊）
- 12月：ナオミだもんセレクション こだま学 （まんがホーム 12月号増刊）

### その他1997年
- 4月：ナオミだもんセレクション こだま学 （まんがタイム 5月号増刊）
- 5月：ナオミだもん こだま学総集編 （まんがタイムオリジナル 6月号増刊）
- 8月：ナオミだもんセレクション こだま学 （まんがタイム 9月号増刊）
- 9月：ナオミだもん こだま学総集編 （まんがタイムオリジナル 10月号増刊）

### その他1998年
- 1月：ナオミだもんセレクション こだま学 （まんがホーム 2月号増刊）
- 2月：ナオミだもんセレクション こだま学 （まんがホーム 1月号増刊）
- 5月：ナオミだもん こだま学 （まんがタイムオリジナル 6月号増刊）
- 8月：ナオミだもんセレクション こだま学 （まんがタイム 9月号増刊）
- 12月：ナオミだもん こだま学総集編 （まんがタイムオリジナル 1月号増刊）

### その他1999年
- 5月：ナオミだもん こだま学ベスト!（まんがホーム 6月号増刊）
- 5月：僕のかわいい上司さま 小池田マヤ総集編 （まんがタイムオリジナル 6月号増刊）
- 11月：OLパラダイス 千葉なおこ総集編 （まんがタイムオリジナル 12月号増刊）
- 月不詳：かつあげ君 平ひさし総集編 （まんがタイムオリジナル増刊）

### その他2000年
- 2月：OLパラダイス 千葉なおこ総集編 （まんがタイムオリジナル 3月号増刊）
- 5月：OLパラダイス 千葉なおこ総集編 （まんがタイムオリジナル 6月号増刊）

### その他2003年
- 8月：おとぼけ課長 総集編 植田まさし （まんがタイム 10月号増刊）
- 10月：おとぼけ課長 総集編 植田まさし （まんがタイム 12月号増刊）

### その他2007年
- 4月：まるごと植田まさし （まんがタイム 6月号増刊）

### その他2009年
- 6月：おとぼけ課長　（まんがタイム 8月号増刊）
- 12月：おとぼけ課長　（まんがタイム 2月号増刊）

### その他2013年
- 6月：恋愛ラボ公式ガイドブック（まんがタイム8月号増刊）